# Marian Repeta
Marian Repeta (ur. 3 czerwca 1927, zm. 10 grudnia 2010) − polski kierowca rajdowy, wielokrotny rajdowy mistrz i wicemistrz Polski, wieloletni pracownik Fabryki Samochodów Osobowych w Warszawie, odznaczony Złotym Krzyżem Zasługi.

## Życiorys
W 1947 ukończył Państwowe Technikum Mechaniczno-Kolejowe, a w 1950 Państwowe Liceum Mechaniczno-Samochodowe w Warszawie gdzie uzyskał tytuł technika mechanika samochodowego. Po ukończeniu szkoły zatrudniony jako jeden z pierwszych pracowników (nr ewidencyjny FSO - 257) żerańskiej Fabryka Samochodów Osobowych w Dziale Przygotowania Konstrukcji. Pod koniec lat czterdziestych zostaje członkiem Automobilklubu Polski. W 1951 przeniósł się do Działu głównego Konstruktora w FSO, w 1956 w dziale tym utworzono grupę rajdową, w której pracach uczestniczył obok Tadeusza Truchela, Marka Varisella i Stanisława Wierzby. Ich zadaniem był sprawdzanie zmian konstrukcyjnych w Warszawie i Syrenie. Wtedy też Repeta startując właśnie Warszawą, jako zawodnik ekipy fabrycznej FSO, wywalczył dwa razy mistrzostwo (1954, 1956) i trzy razy wicemistrzostwo (1953, 1955, 1962) w Rajdowych Samochodowych Mistrzostwach Polski. Czterokrotnie startowała (dwukrotnie jako kierowca i dwukrotnie jako pilot) samochodem Syrena w Rajdzie Monte Carlo - 1960 (99. miejsce), 1961 (nieklasyfikowany z powodu przekroczenia limitu czasu), 1962 (nieklasyfikowany z powodu przekroczenia limitu czasu) i 1964 (nieklasyfikowany z powodu przekroczenia limitu czasu) roku. W 1964 trafił do Działu Transportu FSO, od tego roku brał udział w rajdach jako pilot. Od 1970 w FSO jako technolog zajmował się kontrolą jakości i obsługą techniczną. W FSO pracował do 1986. Zmarł po długiej i ciężkiej chorobie w roku 2010.
W roku 1975 odznaczony Złotym Krzyżem Zasługi.